# Роберт Локвуд-молодший
Ро́берт Ло́квуд-моло́дший (англ. Robert Lockwood, Jr.; 27 березня 1915, Теркі-Стретч, Арканзас — 21 листопада 2006, Клівленд, Огайо) — американський блюзовий гітарист і співак, представник стилів дельта-блюз та чиказький блюз. Пасинок Роберта Джонсона, як співпрацював з Сонні Боєм Вільямсоном, Літтлом Волтером, Отісом Спенном та ін; як сесійний музикант акомпанував багатьом виконавцям на лейблі Chess Records у 1950-х і 1960-х роках.
1989 року включений до Зали слави блюзу. Лавреат премії «Греммі» (2007) та 7-разовий володар нагороди Blues Music Awards.

## Біографія
Народився 27 березня 2015 року в Теркі-Стретч, поблизу Марвелла, округ Філліпс, штат Арканзас. Його батько Роберт Локвуд-старший не був музикантом; він залишив сім'ю, коли його син був зовсім малим. В дитинстві вчився грати на родинній фісгармонії і сподівався стати піаністом. Пізніше в Гелені, штат Арканзас його мати познайомилась і почала зустрічатися з Робертом Джонсоном. У Роберта Локвуда та Роберта Джонсона не було стосунків між пасинком і вітчимом — між ними було лише чотири роки різниці у віці. Однак Роберт Джонсон навчив Локвуда грати на гітарі та його власній унікальній техніці; вони багато разів грали разом наживо.
Після вбивства Джонсона в 1938 році не виступав близько року, після чого розпочав власну музичну кар'єру. 1938 року він став одним із перших блюзових виконавців, які почали грати на електричній гітарі, і зрештою поїхав до Чикаго в 1940 році, де записав чотири композиції для Bluebird. Грав разом із співаком і губним гармоністом Сонні Боєм Вільямсоном (Райс Міллер) (з яким познайомився у Мемфісі) у 15-хвилинній передачі «King Biscuit Time» на радіостанції KFFA у 1936, 1944 і 1945 роках у Гелені, Арканзас. Наприкінці 1940-х років давав уроки гри на гітарі молодому Б. Б. Кінгу, який приїхав до музиканта, почувши його виступи на радіо.
Оселившись в Чикаго в 1950 році, Локвуд одразу здобув репутацію універсального сесійного музиканта, де упродовж 1950-х і 1960-х років на лейблі Chess Records акомпанував Сонні Бою, Літтл Волтеру (зокрема, «Oh Baby», «Last Night», «Mellow Down Easy», «You'd Better Watch Yourself» і «My Babe»), Мадді Вотерсу, Санніленду Сліму, Рузвельту Сайксу, Сент-Луїсу Джиммі, Едді Бойду («24 Hours»), Джону Бріму, Літтл Бразер Монтгомері, Отісу Спенну, Віллі Мейбону, Віллі Коббсу, Гарольду Барріджу, the Moonglows, Фредді Кінгу та іншим. В 1951 році записувався як соліст для Mercury («I'm Gonna Dig Myself a Hole», «Dust My Broom»), а в 1955 році для JOB («Sweet Woman from Maine»/«Aw Aw Baby»). 1960 року акомпанував на спільному з Отісом Спенном (піаніста гурту Мадді Вотерса) альбомі Otis Spann Is the Blues.

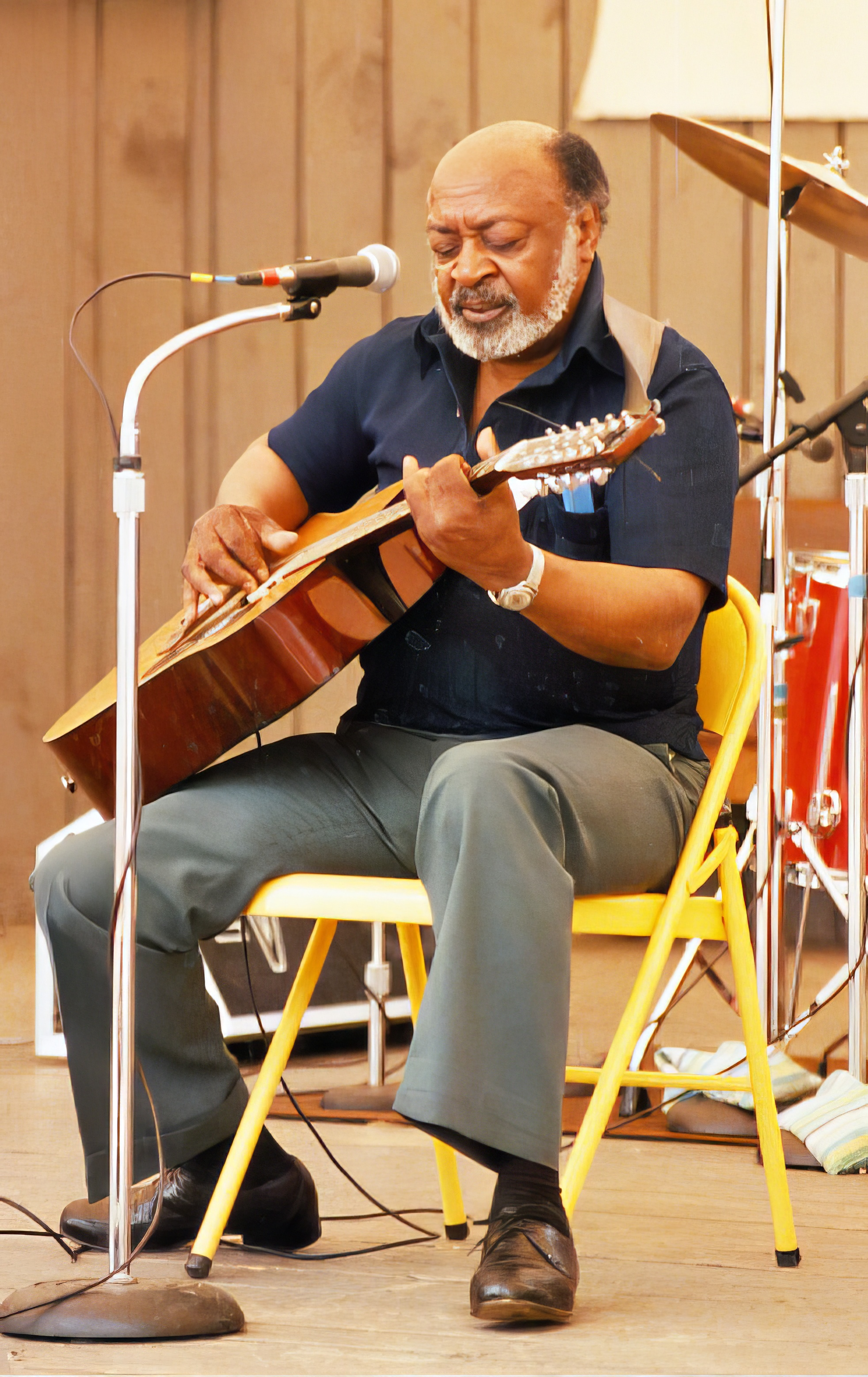
Локвуд-молодший на Всесвітній виставці в Ноксвіллі, Теннессі, 1982

Після поїздки 1960 року до Клівленда з Сонні Боєм через рік вирішив там оселитися, де присвятив себе сім'ї, удень працював і ввечері грав в місцевих тавернах і лаунжах. 1970 року Delmark Records вмовили музиканта повернутися до студійної роботи, в результаті якої з'явився його дебютний сольний альбом Steady Rollin' Man. На початку 1970-х виступав на фестивалі блюзу і джазу в Анн-Арбор (1972), на фестивалі в Торонто і записав платівку Does 12 на лейблі Trix Піта Лоурі, де грав на дванадцятиструнній гітарі (яку почав використовувати з 1965 року). Також записав декілька концертних альбомів в Японії. На початку 1980-х записав два альбоми (Hangin' On та Mister Blues Is Back to Stay) на Rounder з учнем Роберта Джонсона Джонні Шайнсом. Hangin' On був удостоєний нагороди на 1-й церемонії нагородження National Blues Music Awards (в категорії «Найкращий альбом традиційного блюзу»). 1982 року записав у Франції триб'ют-альбом на Black & Blue, присвячений Роберту Джонсону під назвою Robert ‘‘Jr.’’ Lockwood Plays Robert & Robert (1982). На ньому музикант грає сольно на 12-струнній гітарі: матеріал складається частково з власних пісень та кавер-версій «Rambling on My Mind», «Sweet Home Chicago», «Little Queen of Spades» та «C. C. Rider». Після його випуску, не записувався до 1996 року.
У 1998 році підписав контракт з Verve, де випустив I Got to Find Me a Woman за участі запрошених гостей Б. Б. Кінга та Джо Луїса Вокера (альбом був номінований на «Греммі»). Його альбом Delta Crossroads (2000) для Telarc було номіновано на «Греммі», також він здобув W.C. Handy Blues Awards в категорії «Найкращий альбом акустичного блюзу». Отримав дві почесні докторські ступені в Клівленді у 2001 та 2002 роках. У віці 89 років випустив Legend Live (2004) з кавер-версіями Джонсона «Sweet Home Chicago», «Love in Vain», «Ramblin on My Mind». Того ж року записав в складі квартету ветеранів блюзу з Девідом «Ханібой» Едвардсом, Пайнтопом Перкінсом і Генрі Таунсендом спільний альбом Last of the Great Mississippi Delta Blue… (Blue Shoe Project), який був потім у 2007 році удостоєний премії «Греммі» (в категорії «Найкращий альбом традиційного блюзу»). До 1 листопада 2006 року виступав щотижня в клубі «Fat Fish Blue» в Клівленді, а 3 листопада був госпіталізований з аневризмою мозку.
Помер 21 листопада 2006 року у віці 91 року від дихальної недостатності в Клівленді, штат Огайо в медичному центрі Клівленда. Похований на кладовищі Ріверсайд в Клівленді.

## Особисте життя
Перша дружина — Енні Робертс Локвуд (1931—1997), саме вона вмовила чоловіка переключитися на 12-струнну гітару і написала декілька для нього пісень; володіла компанією Annie Lockwood Music Pub. Co., заснованою 1990 року в Клівленді. Друга дружина — Мері Сміт Локвуд. У музиканта було четверо пасинків від першого шлюбу і четверо — від другого.

## Визнання
У 1989 році ім'я Роберта Локвуда-молодшого внесено до Зали слави блюзу. 1995 року отримав від першої леді Гілларі Клінтон Степендію національного спадку від Національного фонду мистецтв. 1997 року на його честь названо вулицю в Клівленді, в розважальному районі Флетс.
- 1980 Hangin' On (з Джонні Шайнсом) — National Blues Music Awards в категорії «Найкращий альбом традиційного блюзу»
- 1982 Роберт Локвуд-молодший — National Blues Music Awards в категорії «Найкращий виконавець традиційного блюзу»
- 1994 Роберт Локвуд-молодший — Annual Blues Awards в категорії «Найкращий виконавець традиційного блюзу»
- 1999 Роберт Локвуд-молодший — W.C. Handy Blues Awards в категорії «Найкращий виконавець традиційного блюзу»
- 1999 I Got to Find Me a Woman — W.C. Handy Blues Awards в категорії «Найкращий альбом традиційного блюзу»
- 2001 Delta Crossroads — W.C. Handy Blues Awards в категорії «Найкращий альбом акустичного блюзу»
- 2007 Роберт Локвуд-молодший — Blues Music Awards в категорії «Найкращий виконавець традиційного блюзу»
- 2007 Last of the Great Mississippi Delta Blue… (з Девідом «Ханібой» Едвардсом, Пайнтопом Перкінсом і Генрі Таунсендом) — «Греммі» в категорії «Найкращий альбом традиційного блюзу»

## Дискографія

### Альбоми
- Steady Rollin' Man (Delmark, 1973)
- Contrasts (Trix, 1973)
- Blues Live (Trio, 1975), з the Aces
- Does 12 (Trix, 1978)
- The Baddest New Guitar (P-Vine Special, 1980)
- Hangin' On (Rounder, 1980), з Джонні Шайнсом
- Mister Blues Is Back to Stay (Rounder, 1981), з Джонні Шайнсом
- Robert Jr. Lockwood plays Robert & Robert (Black & Blue, 1982)
- I Got to Find Me a Woman (Verve, 1998)
- Delta Crossroads (Telarc, 2000)
- Last of the Great Mississippi Delta Blue… (Blue Shoe Project, 2007) з Девідом «Ханібой» Едвардсом, Пайнтопом Перкінсом і Генрі Таунсендом — премія «Греммі» 2007 року (в категорії «Найкращий альбом традиційного блюзу»)

### У співпраці
З Отісом Спенном
- Otis Spann Is the Blues (Candid, 1960)
- Walking the Blues (Barnaby, 1960 [1972])

З Рузвельтом Сайксом
- Feel Like Blowing My Horn (Delmark, 1970 [1973])

З Сонні Боєм Вільямсоном
- The Real Folk Blues (Chess, 1947-64 [1966])[9]